# Peter Nicholls
Peter Nicholls (ur. 8 marca 1939 w Melbourne, zm. 6 marca 2018 tamże) – australijski krytyk i badacz literacki. Laureat Hugo. Twórca i wraz z Johnem Clute współredaktor The Encyclopedia of Science Fiction.

## Życiorys
Urodził się w Melbourne w 1939 roku. Od 1968 do 1988 był emigrantem, najpierw w USA, a następnie w Wielkiej Brytanii.
Początkowa kariera Nichollsa miała charakter literacki na Uniwersytecie w Melbourne. Po raz pierwszy udał się do Stanów Zjednoczonych w 1968 roku na stypendium Harkness, a jego znaczący wkład w naukowe stypendia i krytykę rozpoczęła się w 1971 roku, kiedy został pierwszym administratorem Fundacji Science Fiction (Wielka Brytania), którą pełnił do 1977 roku. był redaktorem swojego czasopisma, Fundacja: Przegląd Science Fiction z lat 1974–1978.
W 1979 r. Nicholls wydał edycję The Encyclopedia of Science Fiction (wydaną w USA jako The Science Fiction Encyclopedia), z Johnem Clute jako redaktorem  naczelnym. Większość z 730 tysięcy słów napisali Nicholls, Clute i dwóch współpracujących z nimi redaktorów. W owym czasie było to powszechnie postrzegane jako najbardziej wszechstronna i wyrafinowana krytyczna ankieta w całej dziedzinie science fiction, jakiej kiedykolwiek próbowano. Zdobył nagrodę Hugo 1980 w kategorii książki faktu. Całkowicie zmieniona, zaktualizowana i znacznie rozszerzona wersja Encyklopedii, współredagowanej przez Clute, została opublikowana w 1993 roku i wygrała Hugo w 1994 roku w tej samej kategorii. Kolejna aktualizacja pracy wraz z poprawkami została później wydana w formacie CD-ROM. Trzecia edycja, z udziałem Clute'a i Davida Langforda, została opublikowana online jako wersja beta w październiku 2011 roku.
U Nichollsa rozpoznano chorobę Parkinsona w 2000 roku, co stopniowo ograniczało jego aktywność. Powstał film o jego zainteresowaniach i pracy w dziedzinie science fiction zatytułowany „What-If Man”. Nicholls był ojcem pięciorga dzieci. Jego córka Sophie Cunningham jest autorką i redaktorką. Mieszkał w Melbourne z żoną Clare Coney. Zmarł 6 marca 2018 roku.